# مومن زندکریمی
محمد مؤمن زندکریمی شهروند ایرانی اهل سنندج بود که ۱۱ آبان ۱۴۰۱ در خیابان گلشن سنندج با شلیک اسلحه کشته شد. او یکی از کشته‌شدگان خیزش ۱۴۰۱ ایران بود. زندکریمی سال ۸۳ در سنندج متولد شد و از سال ۹۱ زیر نظر علی زارعی وارد رشته تکواندو شد و چندین مقام قهرمانی شهرستان و استان را به دست آورد.

## فهرست منابع
1. ↑  روایت پدر مومن زندکریمی جوان ۱۸ ساله که در سنندج توسط مأموران کشته شد, retrieved 2022-11-06
2. ↑  «مومن زندکریمی از فاصله دو متری هدف تیراندازی قرار گرفته و به شدت مورد ضرب و شتم نیروهای حکومتی واقع شده است». Hengaw (به کردی). دریافت‌شده در ۲۰۲۲-۱۱-۰۷.
3. ↑  «محمد مومن زندکریمی، قهرمان تکواندو و از کشته شدگان در جریان خیزش انقلابی مردم ایران». ایران اینترنشنال. دریافت‌شده در ۲۰۲۲-۱۱-۰۶.